# Plymouth (Utah)
Plymouth è una città degli Stati Uniti d'America, situata nello Stato dello Utah, nella Contea di Box Elder.